# Peltodytes shermani
Peltodytes shermani är en skalbaggsart som beskrevs av Roberts 1913. Peltodytes shermani ingår i släktet Peltodytes och familjen vattentrampare. Inga underarter finns listade i Catalogue of Life.